# Брюнинг (дворянский род)
Брюнинг (нем. von Brüningk) — дворянский род.

## Известные представители
- Генрих Брюнинг, лифляндский супер-интендант (1676—1736) — родоначальник.
- Аксель Генрих фон Брюнинг. Грамотой Римского Императора Иосифа II, от 29 сентября / 10 октября 1770 года, лифляндский ландрат, статский советник Аксель Генрих фон Брюнинг возведен, с нисходящим потомством, в баронское Римской Империи достоинство.
- Дитрих фон Брюнинг (1745—1793), барон, камергер, коллежский асессор.